# 赤十字社

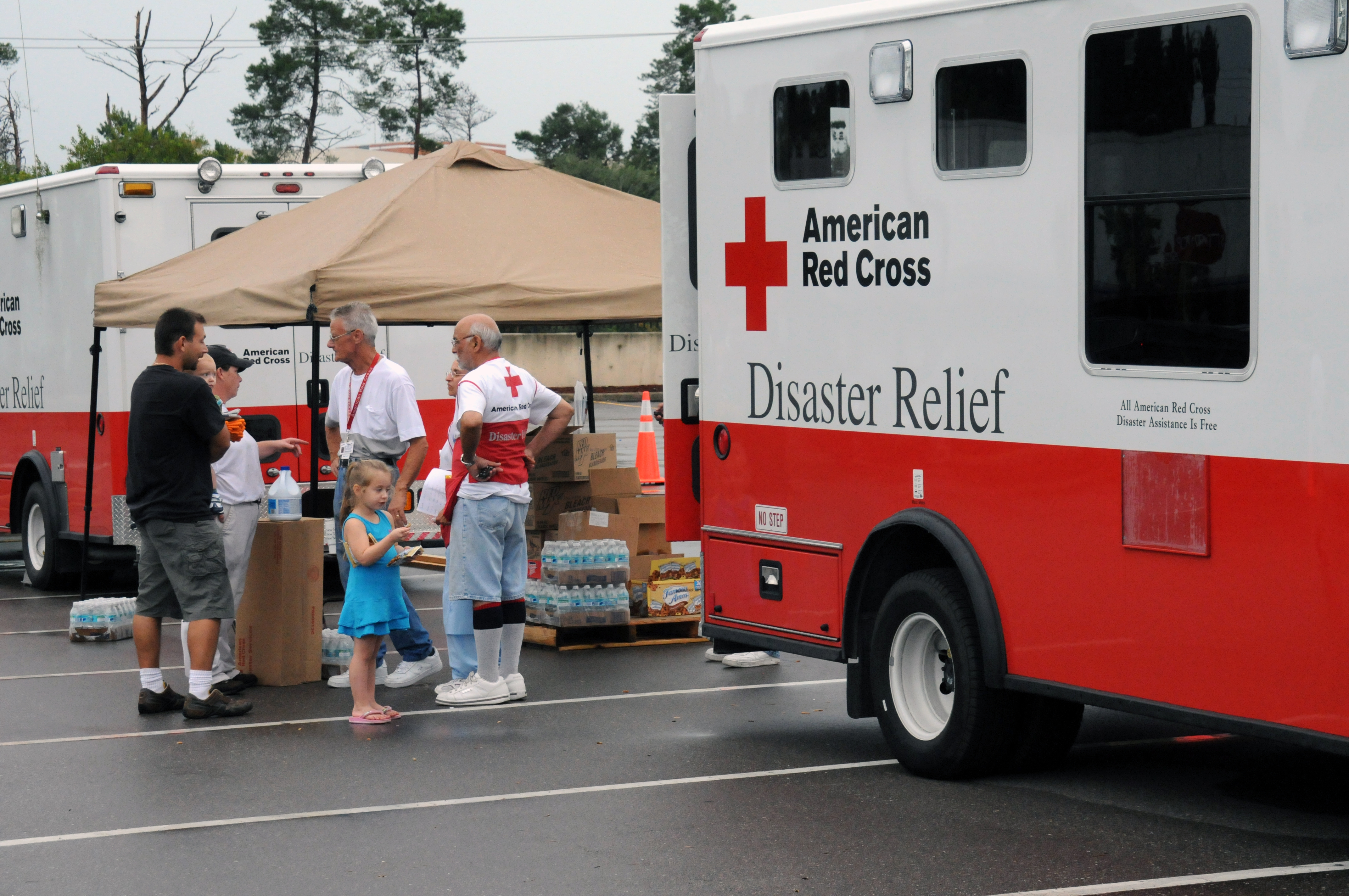
気象災害現場で支援活動を行う赤十字社職員。2008年8月、ハリケーン・フェイの被害を受けたアメリカ合衆国フロリダ州デバリーにて

赤十字社（せきじゅうじしゃ）とは、国際赤十字・赤新月運動（「赤十字運動」）によって運営される戦争や天災（自然災害）時における傷病者救護活動を中心とした人道支援団体の総称である。スイス人実業家アンリ・デュナンの提唱により創立された。
世界各国に存在し、それらは国際的な協力関係を持っている。国によっては赤新月社（せきしんげつしゃ）、赤十字会（せきじゅうじかい）を名乗る。

## 概説
赤十字・赤新月運動は、赤十字国際委員会（ICRC）、国際赤十字赤新月社連盟（IFRC）、各国の赤十字（赤新月）社の3組織で構成されている。各組織は財政・政策の面で独立しており、ICRCは紛争、IFRCは自然災害、赤十字・赤新月社は主に国内で活動を展開し、それぞれの基本的な任務は異なっている。いわゆる「国際赤十字（IRC）」はこの国際赤十字・赤新月運動を指す。
赤十字運動の最高決定機関は赤十字・赤新月国際会議と呼ばれ、この国際会議は原則として4年ごとに開催される。国際会議には、ジュネーヴ諸条約締約国政府の代表、ICRCの代表、IFRCの代表、各国赤十字・赤新月社の代表が参加する。
赤十字運動の各組織は独立しているが、活動上は連携しており、ICRCは各国赤十字社と連携して任務にあたっている。例えば日本赤十字社は、紛争地におけるICRCの支援活動に日本人職員（主に医療スタッフ）を派遣している。また追跡事業では、世界を網羅するICRCのネットワークに加え、各国に根を張る赤十字・赤新月社のネットワークも活用されている。
国の内外を問わず、戦争や大規模な事故や災害の際に敵味方区別なく中立な立場で人道的支援を行う。「ジュネーヴ条約」とこれに基づく国内法によって特殊な法人格と権限を与えられている。2011年12月1日現在、152か国に赤十字社、34か国に赤新月社が設立され活動を行っている（十字でも新月でもない“ダビデの赤盾”を用いるイスラエルのマーゲン・ダビド公社を含めると計187か国）
活動に当たっては以下の7原則を掲げこれに基づく行動をしている。
1. 人道：赤十字の根本。
2. 公平：国籍や人種などに基づく差別はしない。
3. 中立：戦地や紛争地では友軍敵軍どちらにも与しない。
4. 独立：政府の圧力に屈さず、また活動への干渉を許さない。受けるのは補助のみ。
5. 奉仕：報酬を求めない。
6. 単一：一国一社。国内に複数の赤十字社・赤新月社があってはならない[注 1]。
7. 世界性：全世界で同様に活動する。世界の赤十字・赤新月は互いに支援し合う。

## 主要任務
- 紛争や災害時における、傷病者への救護活動
- 戦争捕虜に対する人道的救援（捕虜名簿作成、捕虜待遇の監視、中立国経由による慰問品配布や捕虜家族との通信の仲介など）
- 赤十字の基本原則や国際人道法の普及・促進
- 平時における災害対策、医療保健、青少年の育成等の業務

など、非常に多岐にわたる。

## 名称と標章

新しい共通マーク、赤水晶（Red Crystal）
赤十字（Red Cross）
イスラム教国の赤新月（Red Crescent）
イランの赤獅子太陽（Red Lion with Sun）
イスラエルのダビデの赤盾（Red Star of David）
ダビデの赤盾と赤水晶（Red Crystal with Star）

赤十字（紅十字）
赤新月
赤水晶（イスラエル、マーゲン・ダビド公社）
承認を受けていない赤十字
承認を受けていない赤新月

多くの国では、識別マークは白地に赤い十字を模した赤十字（Red Cross）のマークを採用している。この赤十字マークは1863年に赤十字規約が制定された時にはすでに決定しており、創立当初から各国において使用されていたものの、当時は団体名は各国まちまちであり、赤十字社という名前は使用されていなかった。しかし団体の規模が大きくなるにつれて統一した名称が必要となっていったことを受け、1867年からオランダ救護社が通称としてマークの名前を団体名として使用していたため、赤十字社を各国救護社の正式名称とすることが提案され、1872年のスペインを皮切りに1870年代には各国救護社が赤十字社と改称していった。呼称については「赤十字社」が一般的だが、中華人民共和国では「紅十字会」（赤は中国語では「紅」）、また朝鮮民主主義人民共和国では「赤十字会」と呼んでいる。イスラム諸国では、「十字はキリスト教を意味し、十字軍を連想する」として嫌われたため、白地に赤色の三日月を識別マークとし、「赤新月社」（せきしんげつしゃ）と呼んでいる。
このマークはデュナンの母国スイスの国旗の赤地に白い十字の色を反転したものとされており、ジュネーブ条約にも「スイスに敬意を表するため、スイス連邦の国旗の配色を転倒して作成した白地に赤十字の紋章」との一文があるが、1863年の赤十字創立時の記録にはルイ・アッピアが団体構成員の目印として白い腕章を提案し、おそらくアンリ・デュフールと思われる人物がそれに赤い十字のマークを付け加えることを提案したのみで、スイス国旗についての記載は存在しない。スイス国旗と赤十字の関係についての初めての記載は1870年のギュスターブ・モアニエの発言が初出である。この一文が挿入されたのは、初期加盟国のひとつであるオスマン帝国の行動が原因である。オスマン帝国は1865年にジュネーブ条約に加盟したが、自国の兵士の大半を占めるイスラム教徒がキリスト教の印である十字架の印を用いるのは不適当であるとして、1876年に新たに赤い三日月を模した赤新月（Red Crescent）のマークを制定し、以後オスマン帝国の救護部隊には赤十字に代わり赤新月を使用させる旨スイス政府に通告を行った。オスマンのこの動きによってペルシャやタイ王国といった国々で新しい標章制定の動きが強まり、世界同一のマークを使用することを重視する赤十字国際委員会との対立が深まった。1906年にはジュネーブ条約が改定され、この時に上記の「スイスに敬意を表するため、スイス連邦の国旗の配色を転倒して作成した白地に赤十字の紋章」との一文が初めてジュネーブ条約に挿入された。これは、赤十字のマークがキリスト教とはなんの関係もなく、スイスに敬意を表したものだと強調することで、非キリスト教国、特にイスラム教国に対して赤十字マークの使用を促す意図があった。ただしオスマン帝国はこれを承認せず、翌年に赤新月マークの使用を条件として加入した。やがて第一次世界大戦後、いくつかのイスラム教国の新独立国が誕生すると、それらの国々は赤新月を自国の団体のマークと定めた。（インドネシアはイスラム教徒が多い国であるが例外的に「赤十字社」である。またパキスタン、マレーシア、バングラデシュなどは設立当初は「赤十字社」であったが、のちに「赤新月社」に変更した）。また、イランの「赤獅子太陽」（Red Lion with Sun）も公認された。ただし赤十字社はこうした異なるマークの採用には非常に否定的なスタンスを貫いており、第二次世界大戦後にユダヤ教を国教とするイスラエルが独立し、マーゲン・ダビド公社（＝ダビデの赤盾社）が設立された時に、彼らのマークとして提唱された「ダビデの赤盾」（Red Star of David）を赤十字社のマークとして認定することを拒否しており、「ダビデの赤盾」は今までに承認されたことはない。なお、赤獅子太陽は現在使用されていない(条約上は有効である)。
赤十字・赤新月の他にも種々の標章が乱立し混乱を招くことから、赤十字・赤新月に代わる共通の（＝第三の）標章採用が提案された。これには加盟国の合意に基づくジュネーブ条約の改訂を要する為に議論は紛糾したが、2005年12月8日の赤十字・赤新月国際会議総会において、全会一致原則の総会では異例である投票による賛成多数により、赤の菱形を象った宗教的に中立な第三の標章「赤水晶」（Red Crystal）が採択された。これは、ジュネーブ諸条約第三追加議定書として、署名が開放され、2007年1月14日に発効した。「赤水晶」の標章の意味や法的効力は従来の赤十字・赤新月と完全に同一である。
「赤水晶」（Red Crystal）を用いることで、イスラエルの赤盾社は国際赤十字への加盟が出来る事となり、赤十字国際委員会は同社を正式に承認した。ただし、「ダビデの赤盾」の標章は、イスラエル国内（国境紛争中のウエストバンクと東エルサレム地域を除く）のみで用いる「表示標章」であり、ジュネーブ条約の「保護標章」としては認められていない。同様に国内での宗教勢力のバランスから赤十字・赤新月の標章を併用したいと主張しているエリトリア等の国や地域でも、「赤水晶」を使用することで国際赤十字への加盟を期待している。また、この「赤水晶」の標章は単独で用いる以外に、国際活動を行う際にホストとなる国の了承があれば、中の白地の部分に独自のマークを入れても構わない。
なお、「赤十字」マークに対するかなり強硬な統一標章維持の姿勢とは異なり、赤十字・赤新月・赤水晶の各標章において、その標章の明確な形状は指定されていない。色調においても同様である。これは、もし明確な形状・色調を定めてしまった場合、その標章から少しでも外れたものが赤十字標章とみなされず攻撃を受けてしまうことを防ぐためである。また、標章を使用できるのは法律で定められた組織・団体に限られる。

## 保護標章

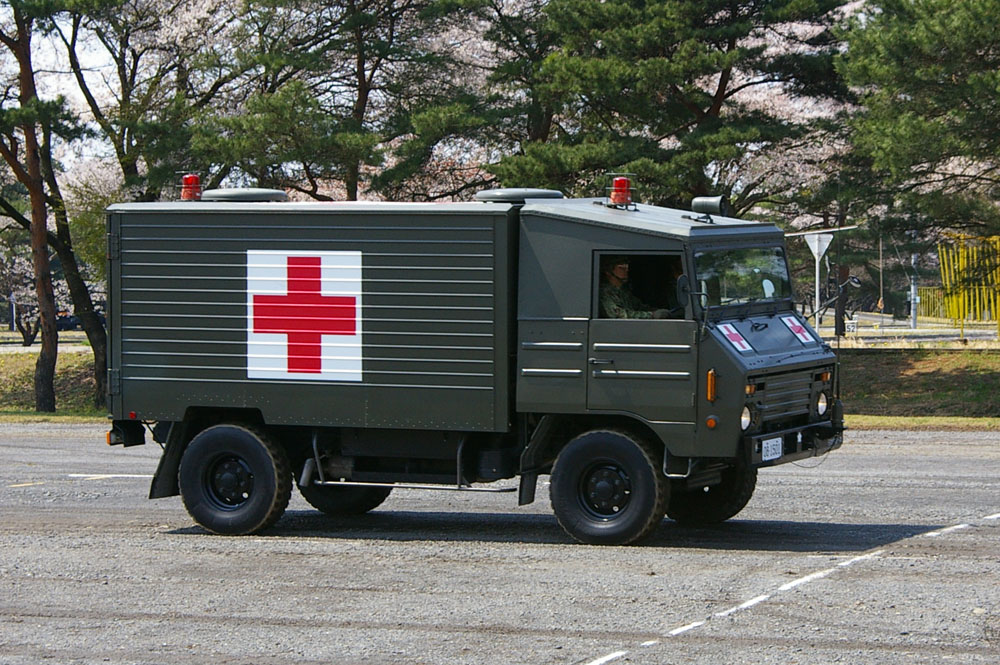
日本陸上自衛隊野戦用救急車
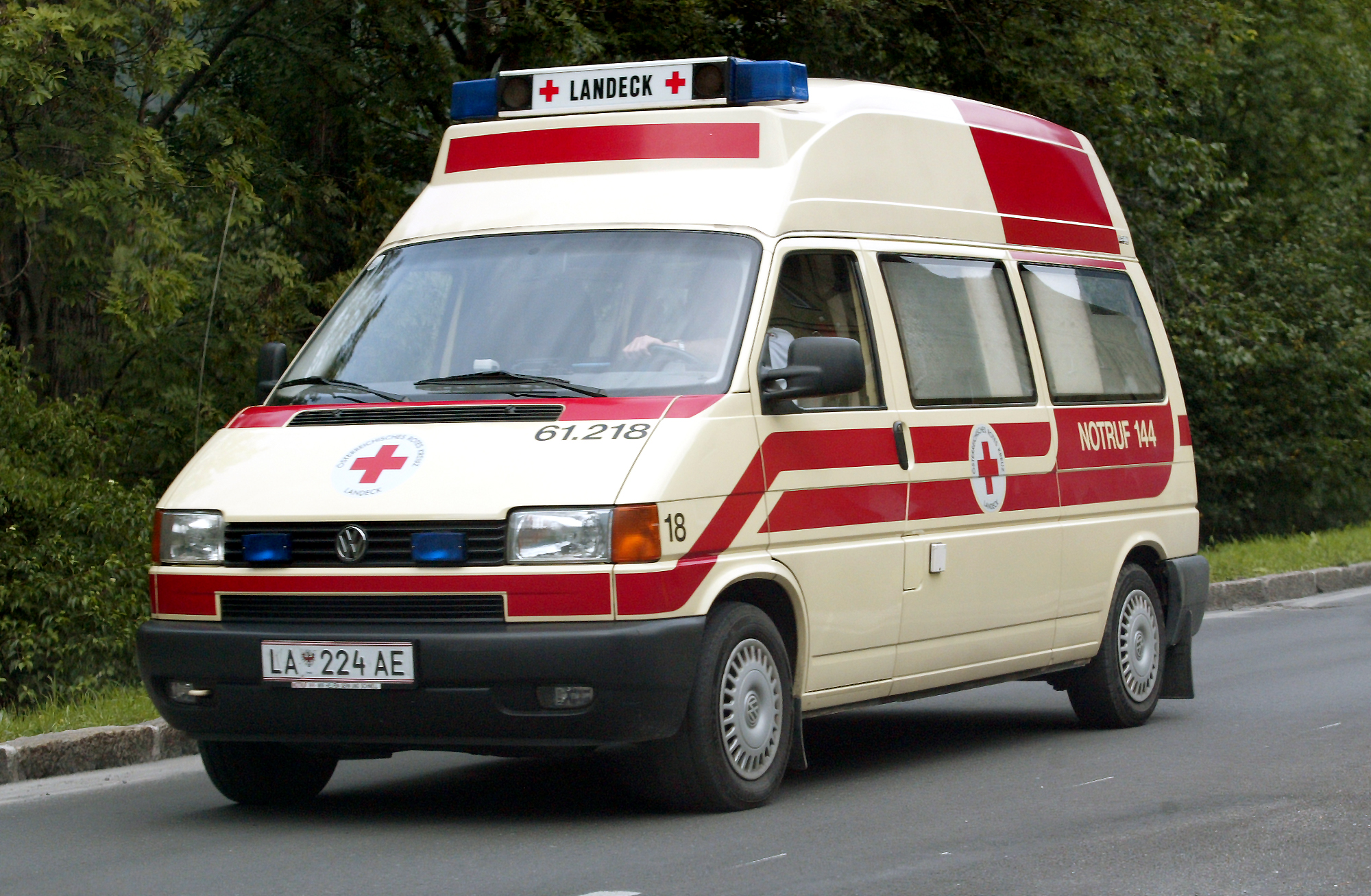
オーストリア赤十字社の救急車
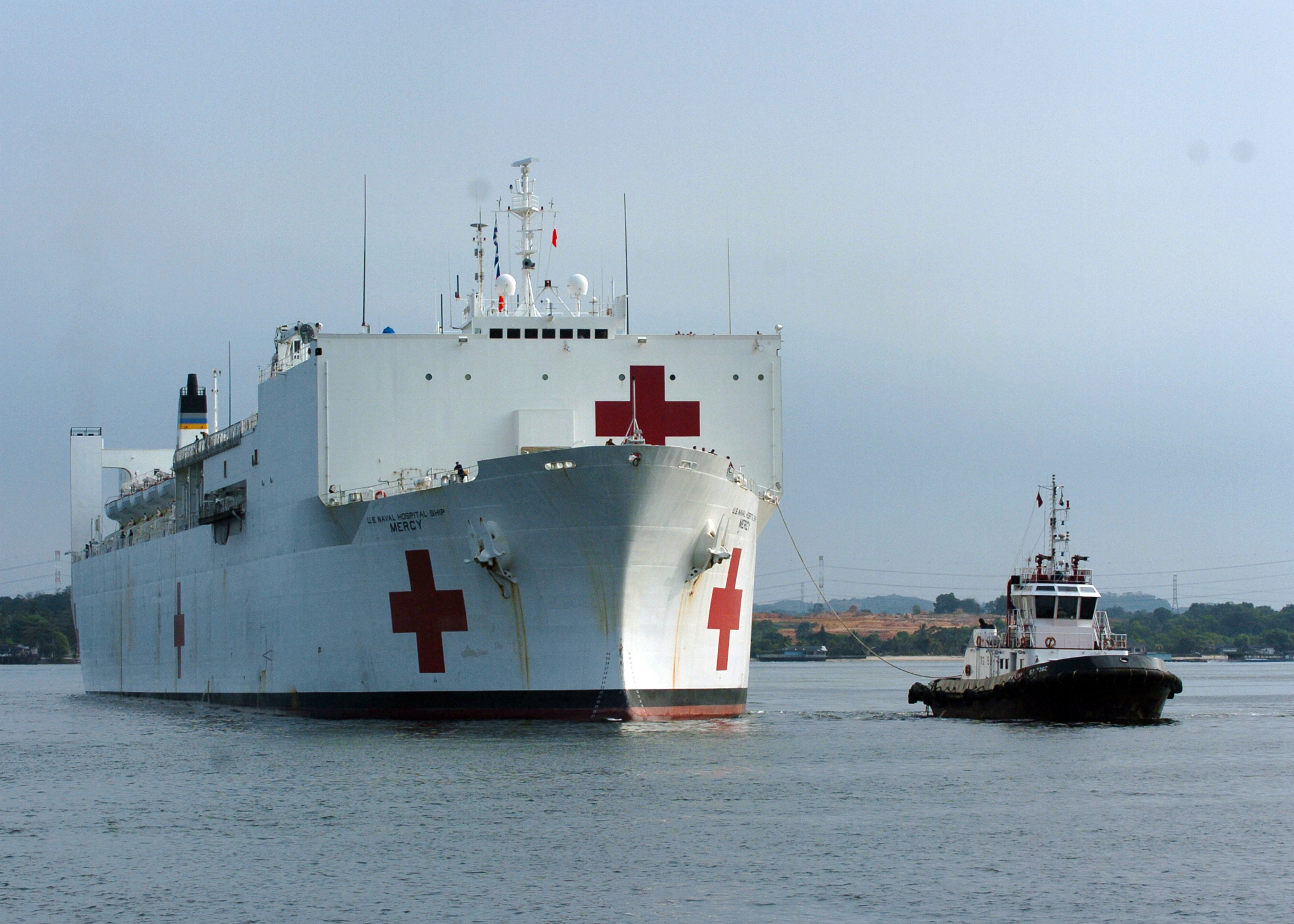
米海軍病院船「マーシー」
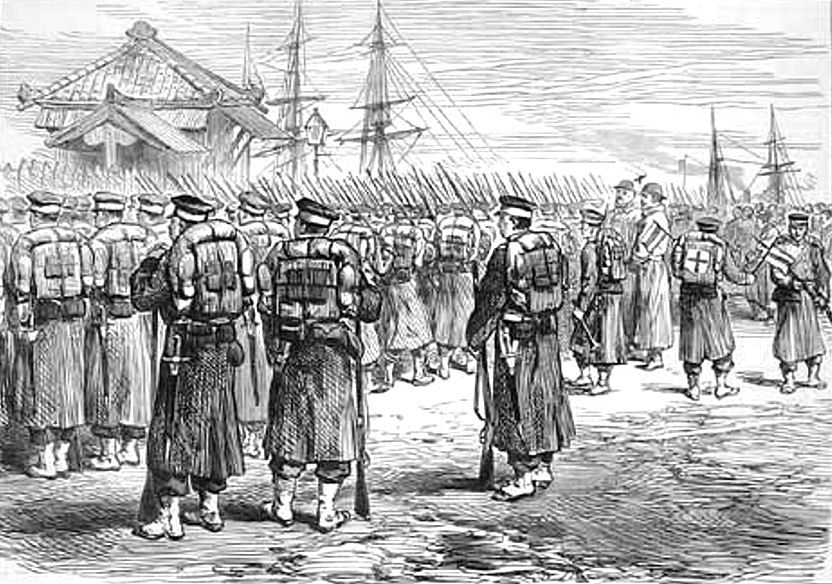
日本の西南戦争。右から2番目の兵の背嚢に赤十字が入っている（1877年）

赤十字及び赤新月の標章（類似のものを含む）は、「戦地にある軍隊の傷者及び病者の状態の改善に関する1949年8月12日のジュネーブ条約」（ジュネーブ諸条約の第一条約。傷病者保護条約）第44条により赤十字社・赤新月社と「軍隊およびこれに準ずる組織の医療・衛生部隊の人員・施設資機材」、さらにはジュネーヴ諸条約第一追加議定書（1977年）第8条により、（軍民を問わない）「医療組織、医療用輸送手段、医療要員、医療機器、医療用品、宗教要員、宗教上の器具及び宗教上の用品の保護」のために用いられる。これは、赤十字・赤新月の関係者・施設資機材は、人道上、戦地・紛争地でのあらゆる攻撃から無条件で保護されねばならない存在だからである。単に医療施設を表すのではないことが厳格に規定されている。ただし、各国赤十字社・赤新月社から許可を受けた上での、救急車や救護所での平時の使用は例外的に認められている（第1条約第44条第4項）。
日本国内においては、「赤十字の標章及び名称等の使用の制限に関する法律」によって、第1条に規定された赤十字、赤新月、赤のライオン及び太陽の標章及び名称の使用は、日本赤十字社（第2条）及びその許可を受けた者（第3条）のみに制限されており、みだりに使用した場合は懲役または罰金刑に処される（第4条）。（公記号偽造罪・公記号不正使用罪が適用されることもある）しかし、一般の病院、薬局、テレビ番組、広告などでの誤った使用が後を絶たないことから、日本赤十字社では誤用しないように呼び掛けている。ただし、平成14年図式地図記号では、病院を示す記号にホームベース型をした五角形の中に十字が入る記号が制定されており、保健所を示す記号に円形の中に十字が入る記号が制定されている。由来は病院が旧陸軍の衛生隊のマークで、病院の記号を元に変更されたものが保健所とされている。
医療や福祉関連以外では、キックボクサーの羅紗陀が、2005年のデビューから2009年までのリングネームに「赤十字竜」（あかじゅうじりょう）を名乗っていたため、日本赤十字社からの抗議を受けリングネームを改称している。
なお、武力攻撃事態等における国民の保護のための措置に関する法律第157条第2項では、武力攻撃事態等においては、指定行政機関の長又は都道府県知事が、医療機関や医療関係者に赤十字標章等を使用させることができるとされている。
また、商標法第4条第1項第4号においては、赤十字の標章及び名称等の使用の制限に関する法律第1条の標章及び名称については、商標登録を受けることができないとされている。

## 歴史

### 設立

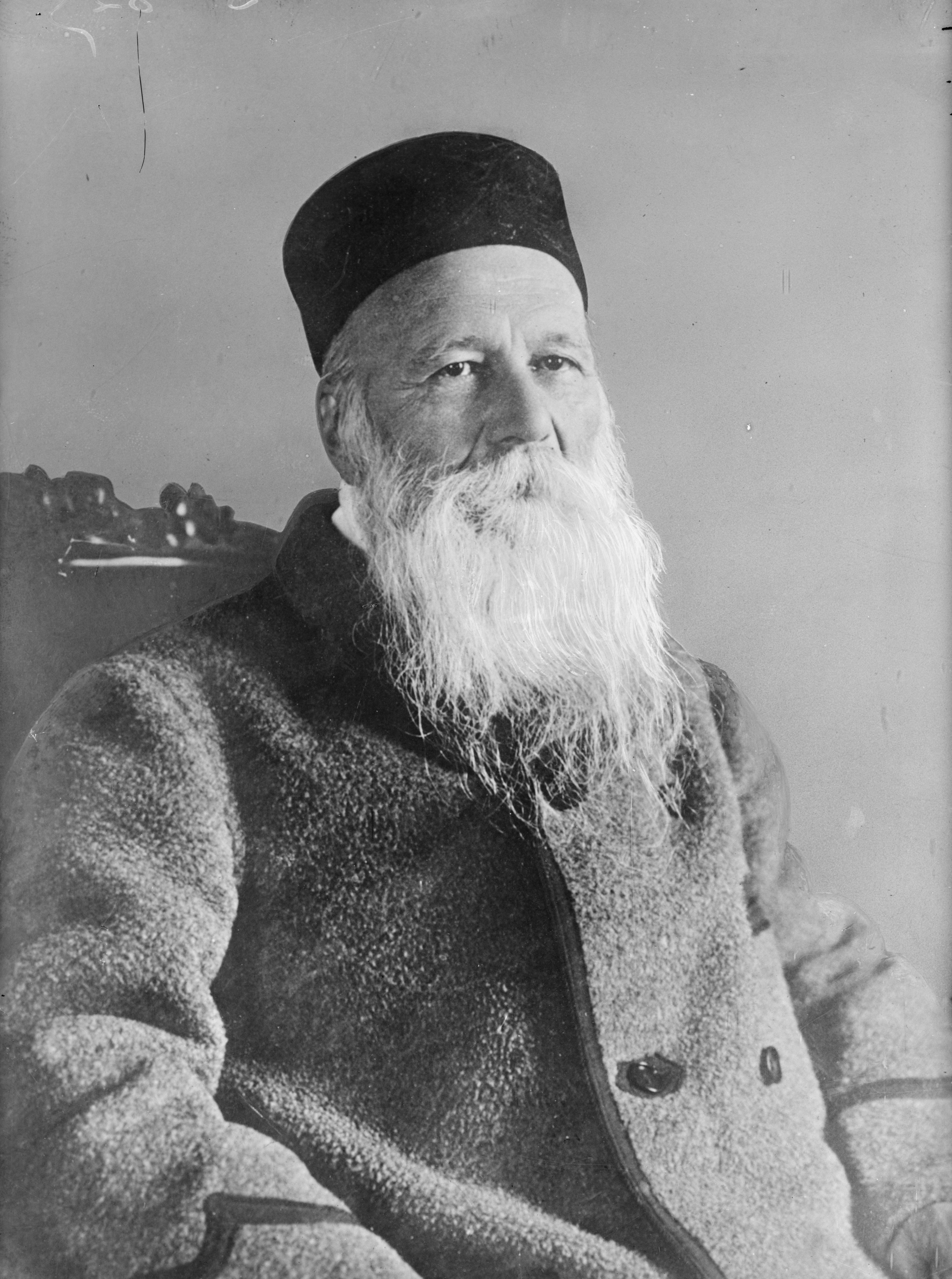
アンリ・デュナン。『ソルフェリーノの思い出』を執筆し、赤十字設立を提唱した

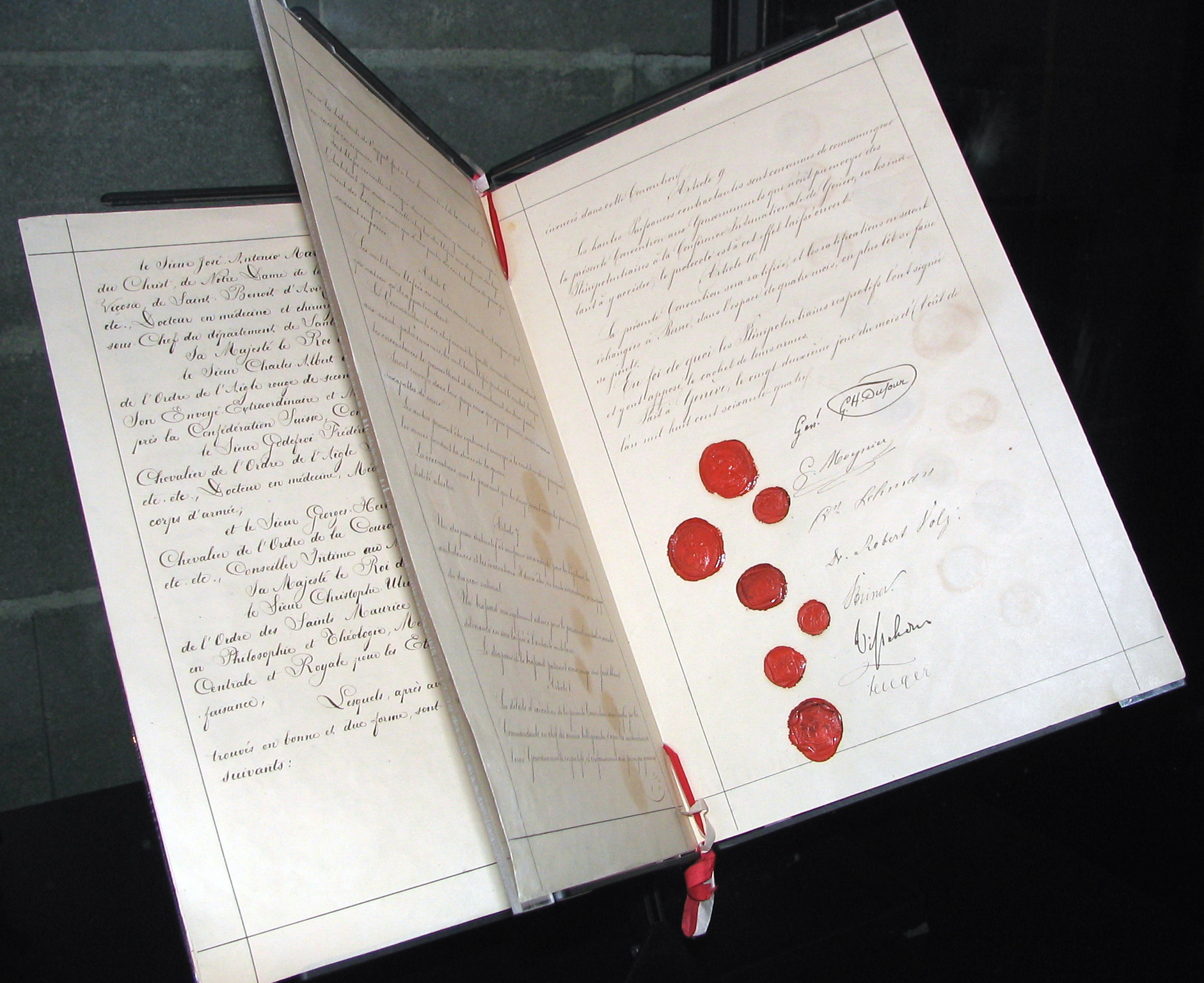
1864年ジュネーヴ条約の原本

赤十字社の創設者は、スイス・ジュネーブ出身のアンリ・デュナンである。デュナンは1859年、北イタリアでソルフェリーノの戦いに遭遇し、その悲惨さに大きな衝撃を受けた。帰国したデュナンは1862年、『ソルフェリーノの思い出』を出版し、その中で「各国に、戦争となった際に戦いの犠牲者たちを救援する組織を設けること」「戦闘による負傷者や、その負傷者の救援にあたる者を、戦闘に加わるいずれの側からも保護する法を定めること」の二つを提案した。
デュナンのこの提案は大きな反響を呼び、1863年2月にはジュネーブにおいて、デュナン、アンリ・デュフール、ギュスターブ・モアニエ、ルイ・アッピア、テオドール・モノアールの5人によって「国際負傷軍人救護常置委員会」（五人委員会。現・赤十字国際委員会）が発足した。この5人はそれぞれ赤十字の設立に大きな役割を果たした。デュナンは赤十字をはじめて構想した人物であり、また優れた行動力で各国において赤十字の必要性を説き、支持を獲得していった。デュフールは1847年の分離同盟戦争においてスイスの分裂を防いだ名将であり、またこの時に捕虜や負傷者に対し人道的な対応を取ったことですでに名声を確立していた。この名声と各国への人脈から五人委員会の委員長となり、草創期の赤十字運動において指導的な役割を果たした。モアニエは弁護士であり、赤十字運動の理論化と組織化に力を尽くして、1910年に亡くなるまでこの運動の中核を担い続け、赤十字の育ての親ともいわれる。アッピアは戦傷外科の権威であり、自らも医師として積極的に救護に出向くとともに、医学的な方面から助言を行った。モノアールも外科医であり、指導層だけでなく一般市民への広報を重視していた。
1863年3月には五人委員会において、委員会自身ではなく各国がそれぞれ民間救護団体を設立するという方針が確立され、同年8月にはジュネーブでこの問題に関する会議を10月に開催することが決定された。これを受け各委員は各国に精力的な呼びかけを行い、10月には予定通りジュネーブにおいて、スイス、イギリス、フランス、イタリア、スペイン、オランダ、スウェーデン、ロシア、オーストリア、プロイセン、バーデン、バイエルン、ハノーファー、ヘッセン・カッセル、ザクセン、ヴュルテンベルクの16カ国が参加する会議が開かれ、このとき各国に救護団体を設立することが決定し、赤十字標章等を定めた赤十字規約が採択された。またこのとき、オランダ代表からこの団体の中立が議題に提出され、採択されることで中立原則が確立した。この会議が終わるとすぐに救護団体設立の動きが本格化し、同年12月にはヴュルテンベルク王国において世界初の赤十字社が設立され、翌1864年2月には現存する最長の赤十字社のベルギー赤十字社が設立。その後も続々と多くの国がこの精神に賛同して救護団体を設立していった。同年2月にデンマークとプロイセンの間で第二次シュレースヴィヒ＝ホルシュタイン戦争が勃発すると委員会はアッピアらを視察団として両国に派遣し、多くの知見を得た。1864年8月にはスイスなど16カ国が参加した外交会議で、陸戦に適用される「傷病者の状態改善に関する第1回赤十字条約」（最初のジュネーブ条約）が審議され、スイス、フランス、イタリア、プロイセン、オランダ、デンマーク、スペイン、ポルトガル、ベルギー、バーデン、ヘッセン・カッセル、ヴュルテンベルクの12カ国が調印して発効した。これは国際人道法の嚆矢とされている。その後欧州諸国は続々とこの条約を批准していき、1865年にはオスマン帝国が条約を批准、1868年には同国に救護団体が設立されるなどキリスト教圏以外にも運動は拡大していった。

### 発展
創立者のデュナンは1867年に破産して同年五人委員会を辞職し運動から身を引かざるを得なくなったものの、その後も赤十字運動は順調に発展していった。1867年にはパリにおいて傷者救護社の国際会議（のちに第一回赤十字国際会議と呼ばれる）が開催され、1869年にはベルリンにおいて第二回会議が開催された。上記のとおり1870年代には各国の救護団体の多くが赤十字社と改称し、以後赤十字社がこの団体の正式名称となった。この流れに伴い、1875年には国際負傷軍人救護常置委員会が赤十字国際委員会と改称した。また同年、バルカン半島における紛争においてオスマン帝国が赤新月を赤十字の代わりのマークとして使用し、これがイスラム圏における赤新月マーク使用の端緒となった。

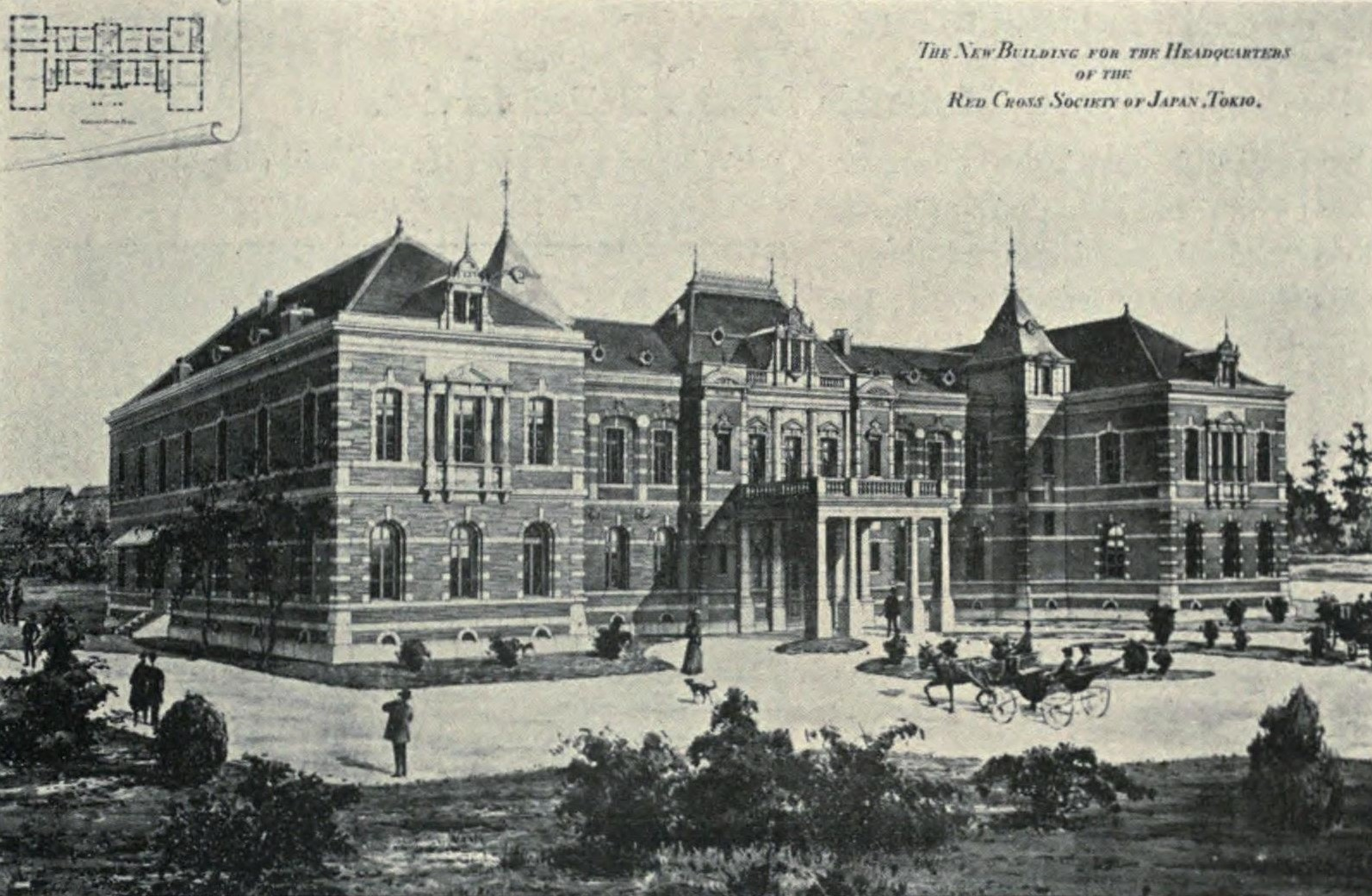
明治時代の日本赤十字本部

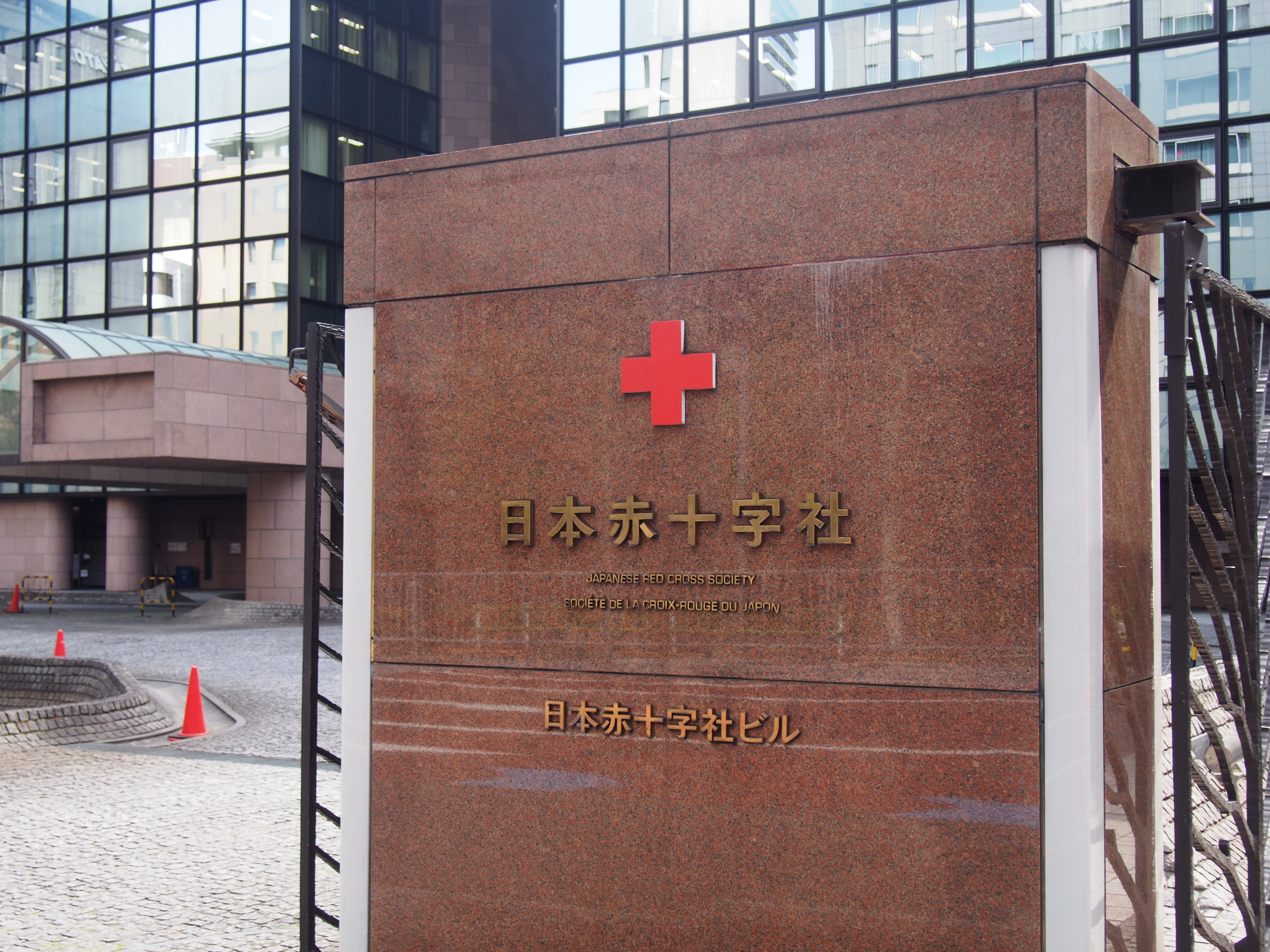
東京都港区芝大門にある現在の日本赤十字社本部

日本においては、1877年（明治10年）に旧龍岡藩主で元老院議官の大給恒と、同じく元老院議官の佐野常民が博愛社を結成し、同年の西南戦争において救護活動を行ったことが赤十字運動の嚆矢となっている。一方、軍部内においては大山巌が積極的にジュネーブ条約への加入を推進し、1886年（明治19年）には日本は東アジア初のジュネーブ条約加盟国となった。これを受けて博愛社は翌1887年5月20日に日本赤十字社へと改称し、9月2日には赤十字国際委員会から正式に承認されて赤十字の一員となった。
1899年にはオランダのハーグにおいて万国平和会議（ハーグ平和会議）が開催され、ハーグ陸戦条約が締結されるとともに、「海戦に適用するジュネーブ条約」が成立し、これによってジュネーブ条約の適用は海戦にも拡大され、赤十字社の活動は海上にも及ぶようになった。こうした赤十字の活動の着実な拡大によって、1901年には赤十字の創立者であるアンリ・デュナンが第1回のノーベル平和賞を受賞した。1906年にはジュネーブ条約が改正され、「傷病者の状態改善に関する第2回赤十字条約」が締結された。また、1907年にはハーグ陸戦条約が改定された。
1914年には第一次世界大戦が勃発し、多くの加盟国が戦争に巻き込まれた。この大戦において各国赤十字が救護活動を行う中、赤十字国際委員会は各国に大量に発生した捕虜の救済活動を活発に行い、その功績によって1917年には赤十字国際委員会がノーベル平和賞を受賞した。
1919年に第一次世界大戦が終結すると、赤十字は大戦中に明らかになった多くの問題の改善に取り組んだ。同年にはアメリカ、イギリス、フランス、イタリア、日本の5カ国代表により各国の赤十字社の連絡調整を目的とする赤十字社連盟がパリに設立された。また、1929年にはジュネーブ条約がふたたび改正され、「傷病者の状態改善に関する第3回赤十字条約」が締結された。この条約によって、イランの赤獅子太陽が赤十字のマークに正式に加えられた。同年、それまで不備な点の多かった捕虜の待遇改善を目的とする「俘虜の待遇に関する条約」も締結された。
1939年に第二次世界大戦が勃発すると、ふたたび多数の加盟国間で戦闘が行われることになった。赤十字社連盟本部は同年パリから中立国・スイスのジュネーブに移転した。赤十字は第二次世界大戦中も活発に救護活動を行い、1944年にはこの功績によって赤十字国際委員会が2回目のノーベル平和賞を受賞した。しかし、第二次世界大戦においては多くのジュネーブ条約違反が横行し、また膨大な数の戦闘員・非戦闘員が命を落とすこととなった。
第二次世界大戦の結果を受け、1949年8月12日にはこれまでの4つのジュネーブ条約（赤十字諸条約）を統合し、「戦地にある軍隊の傷者及び病者の状態の改善に関する1949年8月12日のジュネーヴ条約」（ジュネーヴ第一条約、傷病者保護条約）、「海上にある軍隊の傷者、病者及び難船者の状態の改善に関する1949年8月12日のジュネーヴ条約」（ジュネーヴ第二条約、難船者保護条約）、「捕虜の待遇に関する1949年8月12日のジュネーヴ条約」（ジュネーヴ第三条約、捕虜条約）、「戦時における文民の保護に関する1949年8月12日のジュネーヴ条約」（ジュネーヴ第四条約、文民条約）のジュネーヴ四条約が新たに制定された。この条約によって戦争時の民間人の保護や内戦時における保護規定、違反に対する罰則規定などが定められ、赤十字の権限は大きく拡大した。1963年には赤十字は設立100周年を迎えたため、この100年間の貢献に対して赤十字国際委員会、赤十字社連盟にともにノーベル平和賞が贈られた。1965年には赤十字の基本7原則が制定された。1977年には、ジュネーヴ四条約において保護されていなかった独立運動やレジスタンスに対する保護を目的とするジュネーヴ諸条約第一追加議定書と、内戦・内乱時の保護の拡大を目的とするジュネーヴ諸条約第二追加議定書の2つの追加議定書が採択され、対象はさらに拡大した。
1983年には赤十字社連盟が赤十字赤新月社連盟と改称したが、レッドクロス（Red Cross）とレッドクレセント（Red Crescent）の頭文字が共通なので略称は変わらなかった。1991年には赤十字赤新月社連盟にそれまで存在しなかった「国際」の名が追加され、「リーグ」から「フェデレーション」へと変更されて国際赤十字・赤新月社連盟（IFRC）と改称した。さらに2005年、赤十字と赤新月に加えて新たに赤水晶を標章と定めた第3追加議定書が採択された。2014年、「国際4つの自由賞」受賞。

## 戦場での効果と実際
ジュネーヴ条約などにより、標章を掲げた施設やスタッフは攻撃を受けないこととなっているが、戦場では必ずしも守られるとは限らない。
- アメリカ軍により、第二次世界大戦時には、病院船のぶゑのすあいれす丸の撃沈事件や、大山口列車空襲のような機銃掃射事件も発生した。
- 1945年8月22日、当時日本領だった南樺太（現在の日本の世界地図では帰属未定地）の豊原駅（現・ユジノサハリンスク駅）は、赤十字旗を掲げていたがソビエト連邦軍の爆撃を受け、その後同軍に占領された。既に、その時点で停戦協定は成立していた。
- アフガニスタンでは赤十字旗のある救援拠点が米国軍により攻撃され[30]、2006年に発生したイスラエル軍のレバノン侵攻におけるレバノン政党ヒズボラとの戦闘の際には、レバノンの赤十字スタッフが執拗な攻撃を受けている。また、2008年から2009年にかけては、ガザ地区で11台以上の救急車がイスラエル軍の攻撃により破壊され多くの医療スタッフが犠牲となっている[31]。
- 2003年10月27日、イラクのバグダード市内に存在した国際赤十字事務所が「自爆テロ」の犠牲となった。非正規の軍事組織は、捕虜などの扱いでジュネーブ条約の庇護を受けないこともあり、赤十字の組織の有効性に一石が投じられる事件となった。
- シリア内戦により市街地戦の舞台となったホムス旧市街地では、2012年以降、孤立した住民に対して赤新月社による救援物資の輸送ができないほど治安が悪化した。2年後の2014年2月、政府軍と反政府軍との間で結ばれた限定的な停戦状態の下、赤新月社の救援物資輸送が行われたが、輸送中のトラックの一部が銃撃を受け、スタッフが負傷する事件も発生した[32]。
- 2018年8月14日、アフガニスタンで活動するターリバーンは、赤十字国際委員会への不満を理由に安全保障の取り決めを破棄すると表明。赤十字国際委員会への攻撃も辞さない方針を表明した[33]。
- 2022年3月30日に国際赤十字委員会がウクライナ南部マリウポリで、赤十字の施設がロシア軍による攻撃を受けたと発表した[34]。